# Groupe hospitalo-universitaire AP-HP Sorbonne Université
Le GHU AP-HP Sorbonne Université est un groupe hospitalo-universitaire issu de la fusion en 2019 du GH Pitié-Salpêtrière - Charles-Foix et du GH Hôpitaux universitaires Est Parisien,,,. Il réunit sept hôpitaux, dont le CHU Pitié-Salpêtrière (lui-même issu de la fusion, en 1964, des hôpitaux de la Salpêtrière et de la Pitié) et le CHU gériatrique Charles-Foix, issus d'un groupe hospitalier commun depuis 2011, ainsi que les hôpitaux universitaires Saint-Antoine, Rothschild, Tenon et Armand-Trousseau, issus de l'ancien groupe hospitalier de l'Est parisien. Il est l'un des six groupes hospitalo-universitaires de l'Assistance publique - Hôpitaux de Paris, et est intégré au périmètre de la faculté de santé de Sorbonne Université.
Le groupe hospitalier universitaire héberge des centres de recherche d'envergure internationale, respectivement l'Institut du cerveau et de la moelle épinière ainsi que l'IHU Institut de cardiométabolisme et nutrition (ICAN) à la Pitié-Salpêtrière et l’Institut de la longévité Charles-Foix, centre de recherche consacré au vieillissement.

## Historique
Le 1er janvier 2011, les centres hospitaliers universitaires (CHU) de la Pitié-Salpêtrière et le CHU gériatrique Charles Foix sont regroupés au sein du nouveau GH Pitié-Salpêtrière - Charles-Foix dans le cadre de la réorganisation de l'Assistance publique - Hôpitaux de Paris en 12 groupes hospitaliers.
Le 3 juillet 2019, le GH Pitié-Salpêtrière - Charles-Foix fusionne avec les Hôpitaux universitaires Est Parisien pour former le nouveau groupe hospitalo-universitaire Sorbonne Université, dans le cadre d'une nouvelle réorganisation de l'Assistance publique - Hôpitaux de Paris en 6 groupes hospitalo-universitaires. Christine Welty est nommée à la direction du nouveau groupe hospitalier.

## Organisation

### Établissements
- Hôpital Pitié-Salpêtrière
- Hôpital Charles-Foix
- Hôpital Saint-Antoine
- Hôpital Rothschild
- Hôpital Tenon
- Hôpital Armand-Trousseau
- Hôpital de La Roche-Guyon

## Dans la culture populaire
Des scènes de la saison 2 de la série télévisée Baron noir (2018) sont tournées au sein de l'hôpital Pitié-Salpêtrière. Le roman de Victoria Mas, Le Bal des folles, aux Éditions Albin Michel s'y déroule.